# Eksperyment Calhouna

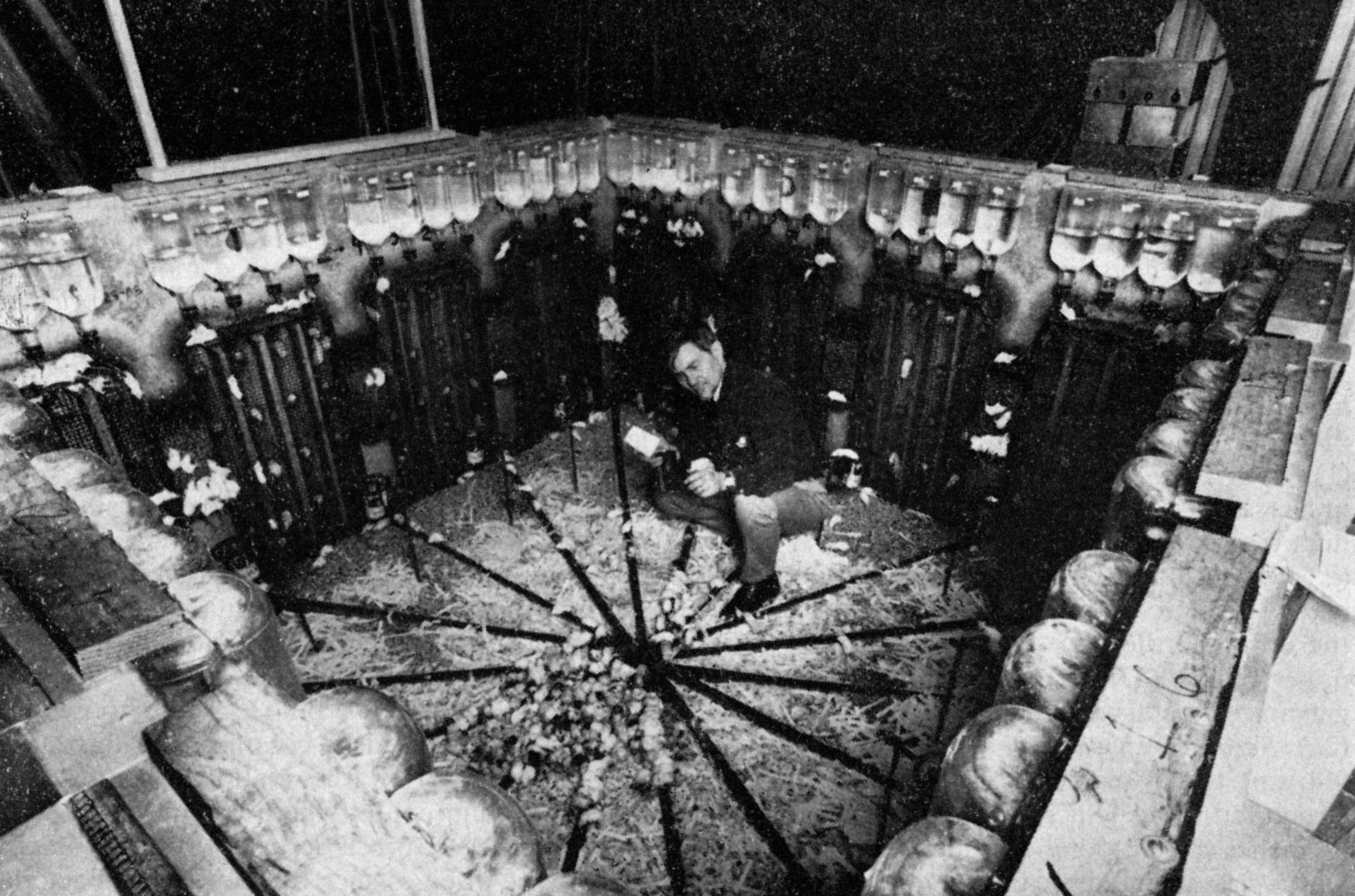
Środowisko życia myszy. Na zdjęciu John Calhoun.

Eksperyment Calhouna zwany mysią utopią – doświadczenie naukowe prowadzone od lipca 1968 do 1972 roku przez amerykańskiego etologa Johna B. Calhouna i kilkakrotnie powtarzane.

## Eksperyment

### Założenia
Doświadczenie polegało na stworzeniu populacji myszy, składającej się najpierw z ośmiu osobników (4 pary), idealnego środowiska do życia. Myszy miały nieograniczony dostęp do pożywienia, wody i materiałów do budowy gniazd, z ich środowiska usunięto wszystkie drapieżniki, a także zapewniono im opiekę medyczną, by uchronić populację przed chorobami zakaźnymi. Jedynym ograniczeniem była powierzchnia – klatka o podstawie kwadratu o bokach długości 2,7 metra i wysokości 1,4 mogła pomieścić maksymalnie 3840 osobników.

### Przebieg
Eksperyment trwał 1588 dni. Jego przebieg podzielono na cztery fazy:
- Okres przystosowywania się – trwał do 104 dnia, kiedy to urodziły się pierwsze myszy nowego pokolenia. Jest to najkrótsza faza eksperymentu. W tym okresie myszy dokonały podziału terytorium i zaczęły budować pierwsze gniazda.

- Okres gwałtownego rozwoju – trwał od dnia 105 do dnia 314. Liczebność myszy podwaja się co 55 dni. Osobniki dominujące, których pozycja społeczna jest wyższa, posiadają liczniejsze potomstwo niż słabsze osobniki. Zauważyć można, że myszy chętniej niż w pierwszej fazie przebywają w towarzystwie innych, obcych myszy.

- Okres stagnacji – trwał od dnia 315 do dnia 559. Na początku tej fazy żyło 620 osobników. Populacja podwaja swoją liczebność co 145 dni. U samców następuje stopniowy zanik umiejętności obrony własnego terytorium, natomiast u samic powszechniejsze stają się zachowania agresywne i następuje zanik instynktu macierzyńskiego – potomstwo jest odrzucane przez matki. W fazie tej populacja myszy osiągnęła szczytową liczebność wynoszącą 2200 osobników. Stale zamieszkanych była tylko jedna piąta boksów przeznaczonych dla myszy.

- Okres wymierania – trwał od dnia 560, w którym wskaźnik przyrostu naturalnego stał się ujemny, do dnia 1588, w którym zdechła ostatnia mysz, kończąc tym samym eksperyment. Samice coraz rzadziej zachodziły w ciążę, a w końcowej fazie eksperymentu populacja całkowicie utraciła zdolność reprodukcji. Dnia 600 nastąpiło ostatnie żywe urodzenie. W dniu 920 doszło do ostatniej kopulacji. Była to najdłuższa faza eksperymentu. Wśród myszy nastąpił całkowity zanik zachowań społecznych, takich jak obrona własnego terytorium i potomstwa. Ich czynności sprowadzały się do zaspokajania potrzeb naturalnych i czyszczenia futra.

### Wnioski
Badacz wskazuje, że redukcja naturalnej umieralności w warunkach ograniczonej przestrzeni doprowadziła do nadmiernego zagęszczenia populacji. Młode osobniki dojrzewając nie znajdowały miejsca dla siebie w organizacji społecznej, w której wszystkie role były już obsadzone. W warunkach naturalnych wyjściem z takiej sytuacji jest emigracja, ale w eksperymencie była ona niemożliwa. Walczyły więc o te role tak zaciekle, że efektem ubocznym stał się upadek normalnej organizacji społecznej. Ponadto nadmierna liczba spotkań z innymi osobnikami doprowadziła do unikania kontaktów społecznych. Kolejne młode urodzone w takich warunkach były przedwcześnie porzucane przez matki oraz grupy rodzinne, a wychowując się w zaburzonych warunkach, nabywały cech autystycznych. W szczególności stawały się same niezdolne do podjęcia prokreacji i wychowania młodych.
Calhoun podsumowywał te obserwacje pisząc, że śmierć śmierci cielesnej („śmierć do kwadratu” z tytułu jego pracy) prowadzi do śmierci organizacji społecznej i w konsekwencji do śmierci duchowej jednostek i formułował hipotezy, że w analogicznych warunkach społeczność ludzi także podlegałaby podobnym procesom.

## Krytyka
Z drugiej strony zwracano uwagę, że eksperymenty laboratoryjne badają organizmy umieszczone w warunkach całkowicie odmiennych od naturalnych. Wpływa to na morfologię i funkcjonowanie ich mózgów, a więc na ich zachowania, rytm dobowy, rozród, reakcje na stres. W efekcie uzyskane wyniki nie muszą prowadzić do wniosków dotyczących organizmów w warunkach innych niż założone w badaniu.  